# Себешу-де-Сус
Себешу-де-Сус (рум. Sebeșu de Sus) — село у повіті Сібіу в Румунії. Входить до складу комуни Раковіца.
Село розташоване на відстані 192 км на північний захід від Бухареста, 22 км на південний схід від Сібіу, 137 км на південний схід від Клуж-Напоки, 97 км на захід від Брашова.

## Населення
За даними перепису населення 2002 року у селі проживали 742 особи, усі — румуни. Усі жителі села рідною мовою назвали румунську.